# 1662 au théâtre
| Années du théâtre : 1659 - 1660 - 1661 - 1662 - 1663 - 1664 - 1665    |
| Décennies du théâtre : 1630 - 1640 - 1650 - 1660 - 1670 - 1680 - 1690 |

## Événements
- 7 février : inauguration à Paris du théâtre des Tuileries construit dans le palais des Tuileries par les architectes Louis Le Vau et Gaspare Vigarani ; les expressions « côté cour » (du Louvre) et « côté jardin » (des Tuileries) sont créées en référence à cette salle pour désigner la droite et la gauche sur une scène de théâtre[1].
- 20 février  : mariage de Molière et d’Armande Béjart. Molière reçoit du roi de France la première pension accordée à un comédien.
- 9 mai : premier compte-rendu écrit sur un spectacle de Punch and Judy donné à Londres, par le diariste anglais Samuel Pepys.
- L'historien anglais Richard Baker publie à Londres une apologie du théâtre : Theatrum redivivum, or The theatre vindicated ... in answer to Mr. Pryn's Histrio-mastix, réponse à l’Histrio-mastrix de William Prynne publié en 1632.

## Pièces de théâtre publiées
- (en) Francis Kirkman (en), The Wits, or Sport Upon Sport, Londres, Henry Marsh, [6]-186-[9] p., collection de vingt-sept drolls, courts sketch comiques. Trois proviennent de Shakespeare (la transformation de Nick Bottom en âne dans Le Songe d'une nuit d'été ; l'épisode des fossoyeurs dans Hamlet ; une série de scènes où figure Falstaff) ; près de la moitié des drolls sont tirés des œuvres de Beaumont et Fletcher.

## Pièces de théâtre représentées
- 25 février : Sertorius, tragédie de Pierre Corneille, Théâtre du Marais, Paris.
- 26 décembre : L'École des femmes, comédie de Molière, Théâtre du Palais-Royal, Paris.

## Naissances
- 17 janvier : Françoise Raisin, actrice française, morte le 30 septembre 1721.
- 25 décembre : François-Antoine Jolly, dramaturge et librettiste français, mort le 30 juillet 1753.

## Décès
- 30 mars : François Le Métel de Boisrobert, poète et dramaturge français, né en 1589.
- 17 avril : Jean Magnon, auteur dramatique et poète français, baptisé le 10 octobre 1620.
- 6 septembre : Jeanne Auzoult, dite Mademoiselle Baron ou La Baronne, actrice française, née en 1625.